# Елена Бранкович
Елена Бранкович (на сръбски: Jelena Branković), приела след омъжването си името Мара или Мария, е последната кралица на Босна между 1461 и 1463 г. по време на брака си с крал Стефан Томашевич Котроманич.
Елена е най-голямата дъщеря на сръбския деспот Лазар Бранкович и съпругата му Елена Палеологина. След като бил уговорен брака ѝ, през март 1459 г. по време на Страстната седмица бъдещият ѝ съпруг Стефан Томашевич Котроманич пристигнал в крепостта Смедерево и поел управлението съгласно сключения съюз между него и баща ѝ, насочен срещу османците. Самата сватбена церемония се състояла на 1 април 1459 г. и 12-годишната Елена приела католицизма, а заедно с това и новото си име Мария.
Само два месеца по-късно, на 20 юни 1459 г., османците завладели Смедерево и младоженците избягали в Яйце. Елена носела със себе си мощите на Св. Лука Евангелиста, които били ценна семейна реликва. През следващите две години кралското семейство резидирало в Яйце до смъртта на Стефан Томашевич. През 1463 г. Яйце бил превзет от османците, съпругът ѝ екзекутиран, а Елена и Катарина Косача били единствените членове на кралското семейство, които успели да се спасят, намирайки убежище в Дубровник.

## В изгнание
В бързината около бягството Елена загубила мощите на светеца и те били прибрани от босненски францискански монаси, които се опитали да ги предадат на властите в Дубровник, но по пътя мощите били иззети от приятел на кралицата – местния войвода Иваниш Влаткович, който отказал да им позоли да ги отнесат без позволението на Елена. Това разгневило Дубровник, който с нарочен документ изискал от Иваниш реликвата да им бъде предадена незабавно. Тъй като това не се случило, на 9 юли дубровнишките власти издали указ, с който разрешили на кралицата да потърси убежище на един от техните острови като в същия указ споменали и че искат да обсъдят с нея важен въпрос, вероятно касаещ именно продажбата на мощите. Същевременно Венецианската република също проявила интерес към мощите, но в хода на преговорите през август Елена била дълбоко оскърбена от изразеното от тях съмнение относно автентичността им. В крайна сметка венецианците все пак успели да я склонят да им ги продаде чрез посредника ѝ Иваниш Влаткович. Впоследствие кралицата съжалила за сключената сделка след като унгарският крал Матяш Корвин ѝ предложил да ги откупи срещу четири или пет града, но вече било невъзможно да осуети продажбата. Като компенсация за продажбата венецианците позволили на кралицата да се установи в бенедиктинския манастир „Св. Стефан“ до Сплит.
Скоро обаче венецианските власти станали подозрителни, тъй като Елена била посещавана от босненци и унгарци в манастира затова те препоръчали на управата на град Сплит да я преместят в Шибеник или на някой от островите, оправдавайки се с лошите условия на живот в манастира, с намерението за постоянно да я отстранят от техните територии.
Вероятно след като прекарала известно време в Унгария след напускането на Далмация, Елена се установила в гръцката част на Османската империя при лелите си Мара Бранкович (вдовицата на султан Мурад II и мащеха на настоящия султан Мехмед II, която се ползвала с голямо влияние) и Катерина Бранкович в имението им край Сяр. Конфликтът, който избухнал между Мара Бранкович и Катерина Бранкович през 1476 г., довел до краткото затворничество на Катерина по заповед на султан Мехмед след като Мара му се оплакала. Тези семейни разпри може би станали причина кралица Елена да се премести в Константинопол, където се ползвала с протекциите на Мехмед II и неговия приемник Баязид. Както твърдят някои източници тя прекарала години „в интриги и сплетни срещу бликите си роднини“, а така също и „срещу всички, от които можела да се възползва“.
През октомври 1484 г. кралица Елена отправила искане до Високата порта с молба султанът да ѝ съдейства да получи от дубровнишките власти една трета от депозит на дядо ѝ, който тя настоявала, че не е върнат на баща ѝ. Баязид удовлетворил молбата ѝ като изпратил пратеник до Дубровник, за да донесе парите, но властите там удостоверили с писмо, че сумата е била изплатена навремето на Лазар Бранкович. Елена оспорвала автентичността на печата на баща ѝ върху документа. Не е известно дали в крайна сметка Дубровник е изпълнил заповедта на султана да предаде златото, но има доста свидетелства, че жалбите на Елена са били неоснователни.
След като умират лелите ѝ съответно през 1487 и 1490 г. Елена наследява имотите им и отправя и иск да ѝ бъдат върнати иконите, които Мара Бранкович била подарила на атонския манастир Велика Лавра. Тъй като като жена тя нямала право да посети манастира, отново се наложило застъпничеството на Баязид през 1492 г., за да ѝ бъдат предадени иконите. Малко след това Елена призовала пред съда монасите от друг атонски манастир, Ксиропотам, с обвинение, че един от тях бил откраднал пари от леля ѝ Катерина Бранкович докато бил на служба при нея, но не успяла да докаже това.
През 1495 г. Елена имала друг правен спор с Дубровник относно ежегодния данък (т.нар. „Стонски доход“), който те били длъжни да плащат още от времето на Стефан Душан и впоследствие на всички босненски банове и крале след него за придобиването на Стонския полуостров (днес полуостров Пелешац). Този данък се изплащал регулярно на владетелите на Босна до падането на Босненското кралство под османска власт, а след това сумата продължила да получава Мара Бранкович като тяхна наследница. Според съвременния сръбски акад. М. Живкович, монасите от атонския манастир Свети Павел и от Хилендарския манастир фалшифицирали по-късно грамотите на цар Стефан Урош V от 2 юни 1358 г. и на Мара Бранкович от 15 април 1479 г., за да накарат Дубровник да им изплаща сумата на тях. Така или иначе каквато и да била истината монасите претендирали, че Мара Бранкович е направила неофициално завещание сумата да се изплаща на тях. През 1500 г., когато Елена починала, тя била описана от монасите като „дяволска жена“. Смята се, че тя е починала в Чорлу и е погребана в местна църква.
Не е известно защо кралица Елена се е радвала на такава силна подкрепа от страна на османските султани. Едно възможно обяснение дава нейният родственик Teodoro Spandugino, историк от 16 век от рода Кантакузин, установил се във Венеция, който известно време е живял при лелите ѝ и поддържал тесни връзки с династията Бранкович. В своите записки той твърди, че Елена се омъжила за влиятелен спахия, от когото нямала деца, и стигнала толкова далеч в интригите си, че твърдяла, че е била отвлечена от Босна и насилствено омъжена, което очевидно нямало как да отговаря на истината.